# JWH-098
JWH-098 – organiczny związek chemiczny, syntetyczny kanabinoid otrzymany przez Johna W. Huffmana (stąd akronim JWH). W Polsce od 2015 roku znajduje się w grupie I-N wykazu środków odurzających.